# Liste der Baudenkmale in Muchow
In der Liste der Baudenkmale in Muchow sind alle Baudenkmale der Gemeinde Muchow (Landkreis Ludwigslust-Parchim) aufgelistet (Stand: Januar 2021).

## Muchow
| ID | Lage                                     | Bezeichnung                                            | Beschreibung                                                   | Bild                                                  |
| -- | ---------------------------------------- | ------------------------------------------------------ | -------------------------------------------------------------- | ----------------------------------------------------- |
|    | An der Tarnitz 3 (Karte)                 | Wohnhaus                                               | Die Straße ist nach dem Fluss Tarnitz benannt.                 | Wohnhaus                                              |
|    | An der Tarnitz 6 (Karte)                 | Wohnhaus                                               |                                                                |                                                       |
|    | An der Tarnitz 9 (Karte)                 | Bauerngehöft mit Wohnhaus, Stall und Backsteinscheune  |                                                                | Bauerngehöft mit Wohnhaus, Stall und Backsteinscheune |
|    | An der Tarnitz 10 (Karte)                | Hallenhaus                                             |                                                                | Hallenhaus                                            |
|    | An der Tarnitz 19 (Karte)                | Pfarrhaus mit Wirtschaftsgebäude                       |                                                                | Pfarrhaus mit Wirtschaftsgebäude                      |
|    | An der Tarnitz 20 (Karte)                | Molkerei                                               |                                                                | Molkerei                                              |
|    | An der Tarnitz 21 (Karte)                | Bauernhaus mit Stall                                   |                                                                | Bauernhaus mit Stall                                  |
|    | An der Tarnitz 24                        | Hallenhaus                                             |                                                                | Hallenhaus                                            |
|    | An der Tarnitz/Neustädter Straße (Karte) | Gefallenendenkmal 1914/1918 und 1939/45                |                                                                | Gefallenendenkmal 1914/1918 und 1939/45               |
|    | Friedhof (Karte)                         | Grab eines polnischen Zwangsarbeiters und Soldatengrab |                                                                |                                                       |
|    | (Karte)                                  | Kirche mit Leichenhalle und umgebender Trockenmauer    |                                                                | Kirche mit Leichenhalle und umgebender Trockenmauer   |
|    | Neustädter Straße 24                     | Wohnhaus                                               |                                                                |                                                       |
|    | Neustädter Straße 29 (Karte)             | Bauernhof mit Wohnhaus, Stall und Scheune              |                                                                |                                                       |
|    | Neustädter Straße 31 (Karte)             | Bauerngehöft mit Wohnhaus und Scheune                  |                                                                |                                                       |
|    | Neustädter Straße 36                     | Wohnhaus                                               |                                                                |                                                       |
|    | Straße nach Blievenstorf                 | Meilenstein                                            | Der Meilenstein befindet sich an der Straße nach Blievenstorf. |                                                       |